# 크리스천 은나마니
크리스천 은나마니(영어: Christian Nnamani 1989년 11월 28일 ~ )는 나이지리아의 축구 선수로, 포지션은 스트라이커이다.